# Mittaghorn (Nufenenpass)
Das Mittaghorn (3015 m ü. M.) ist ein Berg im Gotthardmassiv in den Monte Leone-Sankt Gotthard-Alpen, Teil der Lepontinischen Alpen nach SOIUSA. Es liegt in der Schweiz nördlich des Nufenenpasses im Kanton Wallis, westlich des Pizzo Gallina und der über dessen Gipfel verlaufenden Grenze zum Kanton Tessin.